# En gång i Sverige
En gång i Sverige är en svensk dokumentärfilm som spelades in 1990 av Svensk Filmindustri och hade sin premiär 1992. Regi: Ebbe Gilbe, Gunnar Källström, Kjell Tunegård.

## Handling
Filmen beskriver samhället, människorna och livet i Nickebo, en mindre ort i Kalmar kommun.

### Fotnoter
1. 1 2  ”En gång i Sverige”. Svensk Filmdatabas. http://sfi.se/sv/svensk-filmdatabas/Item/?itemid=16303&type=MOVIE&iv=Basic&ref=/templates/SwedishFilmSearchResult.aspx?id%3d1225%26epslanguage%3dsv%26searchword%3den+g%C3%A5ng+i+sverige%26type%3dMovieTitle%26match%3dBegin%26page%3d1%26prom%3dFalse. Läst 12 september 2012.